# Ion Alexe
Ion Alexe (n. 25 iulie 1946, Cornu, România) este un fost pugilist român, laureat cu argint la München 1972, pierzând în fața lui Teófilo Stevenson prin plimbare după ce a fost descalificat medical pentru a contesta finala. Alexe a câștigat titlul european în 1969 și s-a clasat pe locul al treilea în 1973. Pe plan intern a câștigat șase titluri la categoria sa.

## Rezultatele olimpice din 1972
Mai jos sunt rezultatele lui Ion Alexe, un boxer român la categoria grea care a concurat la Jocurile Olimpice de la München din 1972:
- Runda a 16-a: l-a învins pe József Réder (Ungaria) la puncte, 5-0
- Sferturi: învins Jürgen Fanghänel (Germania de Est) la puncte, 5-0
- Semifinala: învins Hasse Thomsén (Suedia) la puncte, 5-0
- Finala: pierdut la Teófilo Stevenson (Cuba) de walkover (a fost acordat medalia de argint)

## Distincții
În 1999 a primit titlul de cetățean de onoare al municipiului Câmpina.